# Corey-Winter-olefinering
De Corey-Winter-olefinering is een organische reactie waarin een diol wordt omgevormd tot een alkeen. De reactie verloopt over een aantal stappen en vereist thiofosgeen en trimethylfosfiet als hulpstoffen. De vereenvoudigde globale reactievergelijking is:
De reactie is genoemd naar de Nobelprijswinnaar Elias James Corey en Roland Arthur Edwin Winter.

## Reactiemechanisme
Eerst wordt een cyclisch thiocarbonaat gevormd door de reactie van het diol met thiofosgeen. Hierbij wordt waterstofchloride afgesplitst. In de volgende stap valt trimethylfosfiet nucleofiel aan op het zwavelatoom, en vormt zo een carbanion.  De afsplitsing van de thiofosforzuurester levert dan een cyclisch carbeen. Dit valt uiteen in het alkeen en in koolstofdioxide. De laatste stap is een stereospecifieke syn-eliminering, dat wil zeggen dat de ruimtelijke schikking van de R1...R4-substituenten behouden blijft. Dat maakt de Corey-Winter-olefinering geschikt voor biochemische syntheses en syntheses van farmaceutische stoffen.
In plaats van het erg giftige thiofosgeen wordt vaak thiocarbonyldi-imidazool aangewend.